# Acrometopia setosifrons
Acrometopia setosifrons är en tvåvingeart som beskrevs av Timothy M. Cogan 1978. Acrometopia setosifrons ingår i släktet Acrometopia och familjen markflugor.
Artens utbredningsområde är Nepal. Inga underarter finns listade i Catalogue of Life.